# 都和村
都和村（つわむら）は茨城県新治郡にかつて存在した村である。現在の茨城県土浦市の北部に位置する。

## 歴史
- 1889年（明治22年）4月1日 - 町村制施行により、常名村・小山崎村・今泉村・中貫村が合併し新治郡都和村が発足。
- 1947年（昭和22年）9月1日 - 土浦市に編入され消滅。

### 村役場
大字常名の旧戸長役場所在地に1892年（明治25年）に建設された。土浦市との合併後は土浦市役所都和支所となり、改築して利用された。